# Les Lois de la frontière
Les Lois de la frontière (en espagnol, Las leyes de la frontera) est un roman de l'écrivain espagnol Javier Cercas, publié en mars 2012 en Espagne.

## Résumé
Pendant l'été 1978, en pleine transition démocratique espagnole, Gafitas, Tere et Zarco, trois jeunes délinquants commettent une série de vols à Gérone. 
Vingt ans plus tard, Zarco, l'ancien leader du trio, est devenu le délinquant le plus célèbre et le plus médiatisé d'Espagne. Gafitas, de son côté, est maintenant l'avocat le plus prestigieux de la ville. Motivé en partie par la réapparition de Tere, qui agit comme un chaînon dans la relation entre les deux autres, Gafitas décide d'essayer de faire sortir Zarco de la prison où il est incarcéré.

## Au cinéma
Le roman est adapté au cinéma par Daniel Monzón en Espagne sous le même titre Las leyes de la frontera ; le film sort en 2021,. 